# Sofija Aleksandravicius
Sofija Aleksandravicius (ur. 13 lipca 1991 w Nowym Jorku) – amerykańska koszykarka występująca na pozycji środkowej, posiadająca także litewskie obywatelstwo.
7 czerwca 2017 została zawodniczką Basketu 90 Gdynia. 23 maja 2018 podpisała umowę z CCC Polkowice. 4 grudnia dołączyła do Wisły Can-Pack Kraków

## Osiągnięcia
Stan na 19 lipca 2019, na podstawie, o ile nie zaznaczono inaczej..
NCAA
- Mistrzyni sezonu regularnego konferencji Southern (2012)
- Wicemistrzyni turnieju konferencji Southern (2013)
- Uczestniczka turnieju Women's National Invitation Tournament (WNIT – 2012, 2013)
- Zawodniczka roku konferencji Southern (2012, 2013)
- Defensywna zawodniczka roku konferencji Southern (2012, 2013)
- Zaliczona do I składu:
  - konferencji Southern (2011–2013)
  - turnieju konferencji Southern (2013)
  - najlepszych zawodniczek pierwszorocznych konferencji Southern (2010)

Drużynowe
- Mistrzyni:
  - Ligi Bałtyckiej (2014)
  - Litwy (2014)
- Wicemistrzyni Belgii (2015)
- Zdobywczyni pucharu Litwy (2014)

Indywidualne
- Skrzydłowa roku ligi litewskiej (2014 według eurobasket.com)
- Zaliczona do (przez eurobasket.com):
  - I składu ligi:
    - Bałtyckiej (2014)
    - litewskiej (2014)
    - belgijskiej (2015)
    - zawodniczek zagranicznych ligi belgijskiej (2015)

  - składu honorable mention:
    - ligi włoskiej (2017)[7]
    - Eurocup (2015)
- Liderka w blokach ligi litewskiej (2014)